# مايك غاستون
مايك غاستون (بالإنجليزية: Mike Gaston)‏ هو مغني بريطاني، ولد في 11 سبتمبر 1949 في نيو مالدن ‏ في المملكة المتحدة.